# Толстик (гора)
Толстик (Сагринский Толстик) — гора в Свердловской области в России, к северо-западу от Екатеринбурга, возле посёлка Сагра.

## Географическое положение
Гора Толстик находится в 2,5 километрах от посёлка Сагра. В окрестностях горы к северу расположены гора Шитовской (Шитовский) Толстик высотой в 448 метра и гора (мыс) Толстик на западном берегу Исетского озера. Со стороны Шитовской Толстик очень похож на Сагринский Толстик. Поблизости от гор Толстик и Чащевитой находится старинный Согринский рудник.

## Описание
Гора Толстик имеет несколько отрогов. Главная вершина и склоны полностью покрыта хвойно-лиственным лесом. Там лежит небольшой камень с высеченной пятиконечной звездой, костровище и остатки геодезического знака. С опушки к востоку от высочайшей вершины открывается вид на гору Чащевитую и окрестные леса. На склоне восточного отрога видно Исетское озеро, острова Любви и Разлуки (Соловецкие острова) и реку Шитовской Исток. Также хорошо виден и город Среднеуральск. На склоне горы же имеются гранитные скалы-останцы высотой в несколько метров, сложенных из матрацевидных пластов. Скалы имеют форму массивных блоков. Летом 2014 года на этих скалах появился крест.
Краевед А.К. Матвеев описывает гору «Толстик» как очень мощная, но с плавными очертаниями гора, в окрестностях которой в 10 километрах к юго-юго-западу от Толстика находится гора Толстиха высотой 462 метра.

## История горы
Топоним горы «Толстик» краевед А.К. Матвеев объясняет как диалектным «толстик» – «толстяк». 
В прошлом на горе стояла пожарно-сторожевая вышка, с которой хорошо просматривались окрестности, но в настоящее время её нет.
С осени 2013 года здесь разрабатывается щебёночный карьер, который постепенно расширяется.